# Hürriyet
Hürriyet (en turc, llibertat) és un dels diaris més llegits de Turquia (juntament amb Zaman i Sabah).
És publicat pel grup empresarial Doğan i es defineix com a diari liberal de centreesquerra, tot i que té una accentuada inclinació nacionalista.
Existeix un diari en anglès del mateix grup empresarial titulat Hürriyet Daily News, que fou el primer diari aparegut a Turquia en llengua anglesa.